# Akele Guzai
Akele Guzai (Tigrinya ምድረ ቡር, auch: Akkälä Guzay) war eine Provinz im Landesinneren von Eritrea bis 1996, als die kürzlich unabhängig gewordene nationale Regierung alle Provinzen zu den Regionen Semienawi Kayih Bahri (Nördliches Rotes Meer) und Debub (Süd) zusammenfasste.
Die Provinz grenzte im Westen an Seraye, im Nordwesten an Hamasien, im Süden an Tigray und im Osten an das Afar-Tiefland.

## Name
Der Name wurde teilweise mit dem “Gaze” des Monumentum Adulitanum in Verbindung gebracht (welches spätere mittelalterliche griechische Randnotizen mit dem Volk der Aksumiten in Verbindung bringen). Monumentum Adulitanum (which later medieval Greek notes in the margins associate with the Aksumite people). Wenn die Verbindung zu Gaze richtig ist, würde sie den Namen Akele Guzai mit den Ag`azyan oder Agazi (d. h. Geʽez-Sprechern) in Verbindung bringen. Diese Verbindung wurde jedoch von modernen Linguisten aufgrund des Fehlens des mittelstimmhaften Pharyngeal-Frikativs in der triliteralen Wurzel verworfen, der im Tigrinya (der Hauptsprache von Akele Guzai) üblicherweise erhalten bleibt.
Der Name könnte mit dem Agwezat-Clan zusammenhängen, der im 4. Jahrhundert von König Ezana von Axum erobert worden war, und den Agaze (unvokalisiert „'GZ“, bezieht sich entweder auf eine Person oder eine Gruppe) der Hawulti in Matara. Zusammen mit Agame in Tigray war es ein Hauptzentrum der aksumitischen Kultur mit einer ausgeprägten Subkultur, welche die beiden Regionen von Zentral-Tigray (Shire, Axum, Yeha), Süd-Eritrea (Seraye, Hamasien und Adulis) und den Grenzgebieten in Nord-Eritrea und Lasta unterschied.

## Geschichte
In Akele Guzai gibt es Inschriften, die mindestens bis ins 9. Jahrhundert v.C. zurückreichen und die erste Verwendung der Geʽez-Schrift darstellen.
Nach dem Niedergang des Königreichs Aksum gerieten die Bezirke von Akele Guzai unter die Kontrolle der christlichen Zagwe-Dynastie. Ein Beleg dafür ist eine Landschenkung von König Gebra Maskal Lalibela im Kloster Debre Libanos bei Senafe. Im Mittelalter war der größte Teil von Akele Guzai Teil der größeren Provinz Bur (ቡር), zu der auch Agame in Tigray, einige nordöstliche Afar-Tiefländer und die Buri-Halbinsel gehörten. Akkele Guzay und Agame waren Teil des „oberen“ (La'ilay) Bur, während die Tiefländer zusätzlich als „unteres“ (Tahtay) bezeichnet wurden.
Akele Guzai wurde Mitte des 19. Jahrhunderts nach dem Niedergang der Provinz Bur zu einer eigenen Verwaltungseinheit. Unter der Herrschaft verschiedener tigrayischer Fürsten wie Michael Sehul, Wolde Selassie und Sabagadis Woldu erlangte Akele Guzai in den 1880er Jahren seine Unabhängigkeit zurück. Der Katholizismus verbreitete sich in der Provinz durch Wube Haile Maryams Bündnis mit dem französischen Missionar Giustino de Jacobis, was zu weit verbreiteten Konversionen in Orten wie Segheneytī und Digsa führte. Im späten 19. Jahrhundert widersetzten sich die einheimischen Katholiken der äthiopischen Besteuerung und verbündeten sich kurzzeitig mit dem Khediven von Ägypten. Nach Äthiopiens Sieg in der Schlacht von Gura 1876 ließen sich Soldaten der Rayya Oromo in der Region nieder und heirateten die einheimischen Frauen.
Konflikte mit Ras Mengesha Yohannes aus Tigray führten dazu, dass die lokale Elite mit den Italienern kollaborierte, obwohl Anführer wie Bahta Hagos später rebellierten. Unter italienischer Herrschaft (1898–1941) dehnte sich Akele Guzai bis nach Zula Bay aus, mit der Hauptstadt Adi Keyh. Nach dem Ende der italienischen Herrschaft wurde die Provinz in vier Unterprovinzen aufgeteilt: Segeneiti, Dekemhare, Addi Keyh und Senafe. 1995 verlor Akele Guzai seinen Provinzstatus und wurde Teil der eritreischen Debub-Zone.